# Rudolf Müller (Jurist)

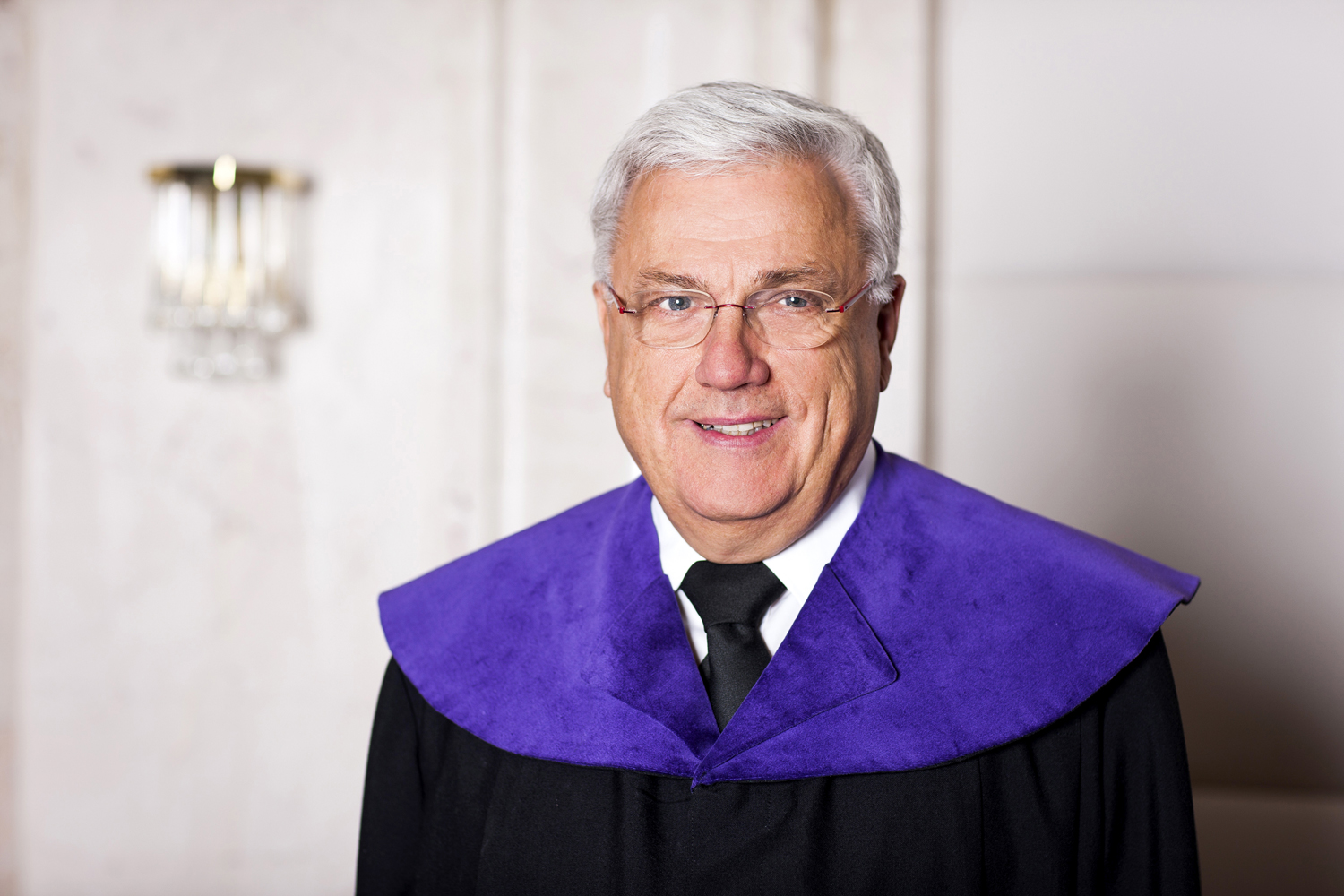
Rudolf Müller (2012)

Rudolf Müller (* 11. April 1947 in Wien) ist ein österreichischer Jurist und ehemaliger Verfassungsrichter. Müller war von 1998 bis 2017 Richter am österreichischen Verfassungsgerichtshof und von 1990 bis 2012 auch als Richter am Verwaltungsgerichtshof tätig.

## Ausbildung
Rudolf Müller wurde am 11. April 1947 in Wien geboren. Dort besuchte er auch die Pflichtschule und maturierte im Jahr 1965 am Bundesrealgymnasium Wien XIX im 19. Wiener Gemeindebezirk Döbling. Anschließend absolvierte er das Studium der Rechtswissenschaften an der Rechtswissenschaftlichen Fakultät der Universität Wien, wo er am 17. April 1970 zum Doktor der Rechtswissenschaften (Dr. iur.) promoviert wurde.

## Beruflicher Werdegang
Nach der Absolvierung des Präsenzdienstes wurde Rudolf Müller zunächst von 1971 bis 1973 als Verwaltungsbediensteter im Bundesministerium für soziale Verwaltung tätig, wo er 1973 die Verwaltungsdienstprüfung absolvierte. Daran anschließend begann Müller seine Gerichtspraxis und wurde nach Beendigung derselben ab 1974 Rechtsanwaltsanwärter in der Wiener Rechtsanwaltskanzlei Dr. Ebner. Die Rechtsanwaltsprüfung und die Zulassung als Rechtsanwalt folgten im Jahr 1977. Mit 1. Jänner 1978 wurde er Partner in der Rechtsanwaltskanzlei, die daraufhin unter dem Namen Kanzlei Ebner – Zerner – Kunodi – Müller firmierte und wo er bis zum Jahr 1989 als Rechtsanwalt tätig war.
Im Jahr 1990 wurde Rudolf Müller als Richter an den Verwaltungsgerichtshof berufen, wo er bis 2005 als Hofrat und von 2006 bis 2012 als Senatspräsident tätig war. Außerdem bekleidete Rudolf Müller am Verwaltungsgerichtshof von 1993 bis 1998 auch das Amt des Präsidialvorstands. Seit 1. Jänner 2013 ist Müller als VwGH-Richter im Ruhestand.
1998 wurde Rudolf Müller, der zuvor bereits seit 1995 als Ersatzmitglied des Verfassungsgerichtshofs tätig gewesen war, vom österreichischen Nationalrat auf Vorschlag der Regierungsparteien SPÖ und ÖVP in geheimer Wahl als neues Mitglied des Verfassungsgerichtshofs nominiert. Noch im selben Jahr wurde Müller von Bundespräsident Thomas Klestil zum Verfassungsrichter ernannt. Im Verfassungsgerichtshof war er auch als einer der ständigen Referenten tätig. Mit 31. Dezember 2017 trat Rudolf Müller wegen Erreichens der verfassungsmäßig vorgesehenen Altersgrenze von 70 Jahren auch im Verfassungsgerichtshof in den Ruhestand.
Neben seiner Tätigkeit als Richter am VwGH und VfGH war und ist Rudolf Müller als Lehrperson an österreichischen Hochschulen tätig. Im Jahr 1997 wurde ihm an der Universität Salzburg die Lehrbefugnis für Arbeits- und Sozialrecht als Honorarprofessor verliehen. An der Wirtschaftsuniversität Wien war Müller als Lektor am Institut für Österreichisches und Europäisches Arbeitsrecht und Sozialrecht tätig. Er ist Mitglied der Österreichischen Gesellschaft für Arbeitsrecht und Sozialrecht und seit 1998 Mitglied des wissenschaftlichen Beirates der Fachzeitschrift „Das Recht der Arbeit“ (DRdA).
Im Ehrenamt war Müller von 1990 bis 2011 Vorstandsmitglied, Obmann bzw. von 2003 bis 2011 Aufsichtsratsvorsitzender (seither Ehrenvorsitzender) des Vereins für Bewährungshilfe und soziale Arbeit bzw. Neustart. Vom 1. Jänner 2013 bis zum 31. Dezember 2016 war er Vorsitzender der Kommission zur langfristigen Pensionssicherung gem. § 108e ASVG. Rudolf Müller ist Vorstandsmitglied der Österreichischen Juristenkommission seit 2012 und war von Mai 2016 bis Dezember 2021 Präsident der Österreichischen Juristenkommission.

## Auszeichnungen
- Großes Silbernes Ehrenzeichen für Verdienste um die Republik Österreich (2000)
- Großes Goldenes Ehrenzeichen für Verdienste um die Republik Österreich (2007)
- Ehrendoktorat der Rechtswissenschaften der Universität Salzburg (31. Oktober 2017)[6]
- Großes Silbernes Ehrenzeichen mit dem Stern für Verdienste um die Republik Österreich (15. Dezember 2017)[7]
- Ehrenring der österreichischen Sozialversicherung (24. April 2018)
- Erneuerung des Doktorats der Rechtswissenschaftlichen Fakultät der Universität Wien (2021)[8]

## Publikationen (Auswahl)
- Rudolf Mosler, Rudolf Müller, Walter Pfeil (Hrsg.): Der SV-Komm. Manz’sche Verlags- und Universitätsbuchhandlung, Wien, ISBN 978-3-214-09628-1.(Mitherausgeber und Mitautor)

- Rudolf Müller (als Mitautor): Der AlV-Komm. Hrsg.: Walter Pfeil. Manz’sche Verlags- und Universitätsbuchhandlung, Wien, ISBN 978-3-214-07561-3.

- Rudolf Müller: Die Organisationsreform der gesetzlichen Krankenversicherung - eine verfassungsrechtliche Nachbetrachtung. In: Bundeskammer für Arbeiter und Angestellte (Hrsg.): Das Recht der Arbeit (DRdA). 2024, ISSN 1028-4656, S. 151–158.

- Rudolf Müller: Die verfahrensrechtliche Bewältigung der Umstellung von Versicherungsverhältnissen. In: Robert Rebhahn (Hrsg.): Probleme des Beitragsrechts. Neuer Wissenschaftlicher Verlag, Wien 2015, ISBN 978-3-7003-1942-9, S. 9 ff. (Tagungsschrift zur 43. Wissenschaftlichen Tagung des Instituts für Arbeits- und Sozialrecht der Universität Wien).

- Rudolf Müller: Die Entwicklung der Pensionsversicherung der unselbständig Erwerbstätigen. In: Bundeskammer für Arbeiter und Angestellte (Hrsg.): Das Recht der Arbeit (DRdA). Heft 6, 2015, S. 489 ff.

- Rudolf Müller, Andreas Lehner: Revision und Entscheidungsbeschwerde: Das neue Rechtsschutzgefüge zwischen den Höchstgerichten des öffentlichen Rechts. In: Journal für Rechtspolitik (JRP). Heft 4, 2013, S. 349–363.

- Rudolf Müller: Dienstvertrag oder Werkvertrag? Überblick über die Rspr des VwGH zu § 4 ASVG. In: Bundeskammer für Arbeiter und Angestellte (Hrsg.): Das Recht der Arbeit (DRdA). Heft 5, 2010, S. 367 ff.

- Rudolf Müller: Anmerkungen zum Schutz der Menschenwürde in Österreich. In: Gerhart Holzinger, Armin Bammer, Mathias Vogl, Gregor Wenda (Hrsg.): Rechtsschutz gestern – heute – morgen. Festgabe zum 80. Geburtstag von Rudolf Machacek und Franz Matscher. Neuer Wissenschaftlicher Verlag, Wien 2008, ISBN 978-3-7083-0500-4, S. 301–314.

- Rudolf Müller: Verfassungsrechtlicher Vertrauensschutz und Rechtsprechungsänderungen. In: Michael Holoubek, Michael Lang (Hrsg.): Vertrauensschutz im Abgabenrecht. Linde Verlag, Wien 2004, ISBN 978-3-7073-0641-5, S. 214–241.

- Rudolf Müller: Über Grenzen der Religionsfreiheit am Beispiel des Schächtens. In: Gerhart Holzinger, Bernd-Christian Funk, Hans Klecatsky, Karl Korinek, Wolfgang Mantl, Peter Pernthaler (Hrsg.): Der Rechtsstaat vor neuen Herausforderungen. Festschrift für Ludwig Adamovich zum 70. Geburtstag. Wien 2002, ISBN 978-3-7046-3861-8, S. 503–524.

- Rudolf Müller: Das Nemo-Tenetur-Prinzip und neue Ermittlungsmethoden. In: Norbert Paul Engel (Hrsg.): Europäische Grundrechte-Zeitschrift (EuGRZ). 28. Jahrgang, Heft 21–23, 31. Dezember 2001, S. 546–559.

- Rudolf Müller: Rechtsfragen zur Arbeiterkammerzugehörigkeit. Eine Untersuchung zum persönlichen Geltungsbereich des Arbeiterkammergesetzes. Verlag des ÖGB, Wien 1999, ISBN 3-7035-0756-X.

- Rudolf Müller: Judikaturtendenzen im Unfallversicherungsrecht. In: Zeitschrift für Arbeits- und Sozialrecht (ZAS). Manz’sche Verlags- und Universitätsbuchhandlung, 1989, S. 145 ff.